# Het vonnis (roman)
Het vonnis is een legal thriller van de Amerikaanse schrijver John Grisham. Het is de vijfde roman die in mei 1994 is verschenen onder de titel The Chamber (letterlijk vertaald: de gaskamer). Het boek is 1996 ook verfilmd met Gene Hackman en Chris O'Donnell in de hoofdrol. De film draagt dezelfde naam als het boek.

## Inhoud
Het verhaal gaat over een kleinzoon die zijn grootvader, een lid van de Ku Klux Klan van de gaskamer wil redden. De grootvader heeft in de jaren zestig van de 20e eeuw een bomaanslag gepleegd op een joods advocatenkantoor, waarbij de twee zoontjes van de eigenaar om het leven zijn gekomen.